# Henri Pascal
 (juillet 2018).
Si vous disposez d'ouvrages ou d'articles de référence ou si vous connaissez des sites web de qualité traitant du thème abordé ici, merci de compléter l'article en donnant les références utiles à sa vérifiabilité et en les liant à la section « Notes et références ».
Henri Roger Pascal, né le 26 septembre 1920 à Saint-Andiol et mort à Lille le 1er mai 1989, dit le Petit juge Pascal est un magistrat français qui a joué un rôle majeur dans l’affaire de Bruay-en-Artois.

## Biographie
Issu d’un milieu modeste, Henri Pascal est le fils d'un petit commerçant et d'une fille de paysans. Lycéen à Nîmes puis à Avignon, il choisit, après l’obtention de son baccalauréat, de mener des études de droit. Inscrit à la faculté d’Aix-en-Provence, il obtient son doctorat à 23 ans. Deux fois lauréat de faculté, il s'installe d'abord comme avocat à Paris en 1946, puis entre dans la magistrature, sur concours, en 1951, d’abord comme juge suppléant à Draguignan puis à Toulon. Nommé à Béthune en décembre 1956, il y devient juge d’instruction en avril 1957. En 1970, par création du poste, il devient premier juge d’instruction, fonction dans laquelle il va mener deux procédures importantes, les suites de la catastrophe de Liévin de décembre 1974 mais surtout l’affaire de Bruay-en-Artois au printemps 1972.

## L’affaire de Bruay-en-Artois
L’assassinat d’une jeune fille de 16 ans, Brigitte Dewèvre, le 5 avril 1972, passe très rapidement d’une dimension locale à celle d’une cause nationale, tant ce dossier aux multiples facettes – policière, juridique, sociale et enfin politique – épouse les enjeux d’une région alors frappée de plein fouet par la crise économique, mais aussi des débats nationaux.
Saisi du dossier, Henri Pascal mène dès lors son enquête d’une manière très inhabituelle, presque engagée sinon partisane au point de recevoir tout à la fois éloges et critiques de la part du public comme des autorités. Convaincu de la culpabilité du notaire Pierre Leroy selon « un faisceau de présomptions graves et concordantes » puis de la maîtresse de ce dernier, Monique Mayeur, jouant de relations privilégiées avec la presse en malmenant le secret de l’instruction, il sera le premier magistrat français à connaître une telle célébrité nationale. Mais il maintient, notamment dans les deux livres qu'il a publiés, qu'il a instruit dans le plus grand respect des règles procédurales, à charge et à décharge.
Très vite, pour de multiples raisons, dont le combat du juge d'instruction pour l'information du public, l'affaire prend une dimension politique. Un comité local, soutenu par Jean-Paul Sartre ou encore le journaliste Serge July, prend la défense du « petit juge ». Fin juillet 1972, ce dernier est dessaisi de l'affaire, qui est dépaysée à Paris par la Cour de cassation. Une autre inculpation intervient en 1973, visant un mineur qu'Henri Pascal croit innocent, et menant à une relaxe en 1975. La procédure, qui n’aboutira à aucun résultat, est définitivement classée en 2005. Sur l'action du juge Pascal, les opinions sont tranchées : d'après ses contempteurs, son instruction a été un fiasco, et selon ses partisans elle a été menée honnêtement, avant d'être interrompue de manière prématurée.
Le parcours de ce juge « déclassé par le haut » le dispose à une posture critique vis-à-vis de l’institution judiciaire. Issu d’un milieu social modeste, il est confronté, par ses études, à un monde professionnel où l’héritage reste la règle. À cet héritage, Pascal oppose une attitude d’homme proche du justiciable. À l’occasion du meurtre de Brigitte Dewèvre, il a l’occasion d’introduire dans l’institution judiciaire un point de vue dissident qui se nourrit de l'opposition entre son statut social d'origine et celui qu'il occupe en tant que magistrat.

## Fin de carrière
En mars 1984, le juge Pascal quitte Béthune pour Douai où il exerce jusqu’à sa retraite (en décembre 1986) les fonctions de conseiller à la chambre sociale de la cour d'appel. En mai 1988, après avoir essuyé un premier refus d'inscription du barreau de Béthune, inquiet de sa réputation, il ouvre un cabinet d’avocat à Lille. Il meurt dans cette ville un an plus tard.
Dans L'Affaire Bruay-en-Artois en 2008, son personnage est incarné par Tchéky Karyo.

## Ouvrages
- Une certaine idée de la justice, Fayard, 1973
- Mon combat continue, Seghers, 1979.